# Добротин (Липљан)
Добротин (алб. Dobratin) је насељено место у општини Липљан које се налази у централном делу Косова и Метохије и припада Косовском управном округу. Насеље се налази на око 5  од Липљана, место чијој општини припада, а недалеко је и Приштина. Према попису из 2024. било је 917 становника. Према законима самопроглашене Републике Косово, Добротин је ушао у састав новоформиране општине Грачаница 20. фебруара 2008. године.
У селу се налази Црква Светог Димитрија, из 19. века, која представља непокретно културно добро као споменик културе, и која је једна од најлепше уређених храмова на Косову и Метохији. У непосредној близини Добротина налази се и манастир Грачаница, а некад се на овим просторима простирао и римски град Улпијана.

## Историја
Добротин је, колико се зна, од 18. века био чифлик, на коме се становништво често смењивало, из кога разлога сада у њему нема старинаца. На овом чифлику су се насељавали и Албанци, али се нису одржали и ослобођење од Турака у балканском рату није затекло ниједног Албанаца у Добротину. У последњој години Турске владавине, ово село је имало 55 српских кућа и 1 албанску, мухаџирску од 1878. године. Овде није било старинаца.
Ослобођење од Турака затекло је у селу само једну албанску кућу и само домаћинство Анте Наранџића са својом земљом од 15 дана орања. Наранџић је обрађивао и њиве Саве Стијановића, Српског посланика у Турском Парламенту у Цариграду 1908—1912, од шест дана орања. За домаћинства Илије Топаловића, Јована Богдановића, Васе Орловића (сви по 3 члана породице) и Јована Вретенара (6) не зна се чије су чифлуке обрађивали, ни колико земље. Исти случај је и са попом Симом (са 5 деце). Домаћинства, сем поп-Симиног и Васе Орловића, била су слабог имовног стања. Осталих 49 кућа биле су чифчије преко 30 беглера. Број чељади чифчија, површина агиних поседа, број стоке, да ли су чифчије поседовале кућу, двориште, остале зграде — то је било различито. Сви господари, сем Ђорђа Санте, Цинцарина из Урошевца, били су из Приштине. Сантину земљу обрађивао је Нећа Ђорђевић са седморо чељади. Био је доброг имовног стања, а и чифчија Рајко Костић, који је обрађивао чифлук Муарема Заитовића. Пава Мирић и Трајко Ћурчић обрађивали су посед Реџепа Шукића. Домаћинство Веље Нићића обрађивало је чифлук три власника: Амета Батуловића, Саита Баталчетовића и Смаила Раифовића. Чифлук Кадрија-аге обрађивао је Петко Перенић, а Исмаиља Понорца Трајко Маринковић и Стојан Здравков. Емин Цицољовић поседовао је 4 чифлука, на којима су радили Стојко, Крста и Гвозден Рашић и Јефта Колић. Домаћинство Рајка Рашића имало је четири господара: Ешида, Саита, Шефика и Емина Назића. Чифлуке Велија-аге и Раифа-аге обрађивали су Јорга Трајковић, односно Максим Миленков. Алија Ашиковић имао је тројицу чифчија — Миру, Филипа и Ђорша Ћурчића, а Амет-ага два — Станка Гуџића и Петра Јовановића. Два чифлука је имао Кадри-ага, које су обрађивали Бојко Маринковић и Зека Перенић. На чифлуку Рамиза Османовића радио је Михаило Дренић, а Ставро и Јован И. Груџић били су чифчије Аџи-Рамадана. Његов чифлук још је обрађивао Акса Русимовић, а Цвеја Љутиш-агину. Двојицу Гуџића, Стевана и Аврама, имао је за чифчије Рамиз Беџатовић, а Миту Исмаиљ Сичан. Лука је радио на чифлуку Шериф-аге, а Михајло Мула Јусуфовића. Максим Гуџић је обрађивао земљу Аџи-Алије, а Јосиф Поповић Исен-аге.
У овом селу мање од половине домаћинстава било је слабог имовног стања. Два Дренића — Трајко и Бојко, били су чифчије Махмута ризовића. Аге Ешид, Сајми, Шериф, и Емин Назић имале су и једног чифчију из породице Гуџића — Аксу, слабог имовног стања. Чифчије Емина Назића били су Трајко и Ђорше Перанић. Чифлук Селима Шаћировића обрађивао је Стаменко Рашић, а Аџи-Рамадана Станоје Дејановић и Станоје Русимовић. Гуџићи Јован и Лазар били су чифчије Абдуле Куртешовића. Исмаиљ-ага и Исмаиљ Хоџа имали су по један чифлук. Обрађивали су их Васа Марковић и Марко Лалић. Трајо Лазић обрађивао је чифлук Асана Дестановића, а Димка Русимовић Аџи Понорчевћа. До 1880. године чифчије овог села давале су агама петину производа и саме плаћале порез, а од тада четвртину и још су плаћале порез на земљу.

### Друштвени живот
Поп Василије из Добротина је 1864. године набавио у Призрену, српску књигу „Плач Старе Србије”.
У Добротину је 1899. године у српској школи прослављен празник Св. Сава. Чинодејствовао је поп Филип Русимовић а домаћин школске славе био газда Крсто Рашић. Учитељ је изговорио светосавску беседу. За домаћина на идућој слави изабрали су газду Ристу Русимовића. Када је 1906. године обележаван Савиндан, поп Филипу је помагао капелан млади поп Сима Поповић. Организацију прославе спровели су месни учитељ Орловић и кум славе Максим Ћурчић.

## Клима и Географија
Клима овог насеља је умерено континентална са хладним зимама и топлим летима. Максимум падавина је у пролећним и јесењим месецима, док је минимум падавина за време летњих месеци као што су: Јул и Август. Ветрови који дувају у овом крају су кошава и северац.
Село је у равници, на Жеговачкој реци, која углавном пресушује у летњем периоду. Збијеног је типа.

## Демографија
Насеље има српску етничку већину. Према попису из 1981. године село Добротин је било већински насељено Србима.
| Етнички састав према попису из 1981.‍ | Етнички састав према попису из 1981.‍ | Етнички састав према попису из 1981.‍ | Етнички састав према попису из 1981.‍ | Етнички састав према попису из 1981.‍ |
| ------------------------------------ | ------------------------------------ | ------------------------------------ | ------------------------------------ | ------------------------------------ |
|                                      |                                      |                                      |                                      |                                      |
| Срби                                 | Срби                                 |                                      | 996                                  | 99,2%                                |
| Роми                                 | Роми                                 |                                      | 8                                    | 0,8%                                 |
| Укупно: 1.004                        |                                      |                                      |                                      |                                      |

| Етнички састав према попису из 2011.‍ | Етнички састав према попису из 2011.‍ | Етнички састав према попису из 2011.‍ | Етнички састав према попису из 2011.‍ | Етнички састав према попису из 2011.‍ |
| ------------------------------------ | ------------------------------------ | ------------------------------------ | ------------------------------------ | ------------------------------------ |
|                                      |                                      |                                      |                                      |                                      |
| Срби                                 | Срби                                 |                                      | 620                                  | 99,97%                               |
| Роми                                 | Роми                                 |                                      | 2                                    | 0,2%                                 |
| Остали                               | Остали                               |                                      | 1                                    | 0,1%                                 |
| Укупно: 623                          |                                      |                                      |                                      |                                      |

| Демографија | Демографија | Демографија |
| Година      | Становника  | Становника  |
| ----------- | ----------- | ----------- |
| 1948.       | 889         |             |
| 1953.       | 931         |             |
| 1961.       | 958         |             |
| 1971.       | 902         |             |
| 1981.       | 1.004       |             |
| 1991.       | 1.111       |             |
| 2011.       | 623         |             |

## Галерија
- Дом културе у Добротину
- Основна школа „Кнез Лазар”
- Предшколска установа „Сунце“
- Дом Здравља - Амбуланта
- Спортски полигон за фудбал и кошарку
- Пејзаж села - #1

## Познате личности
- Бојан Стојановић, оснивач и први председник општине Грачаница.
- Ненад Рашић, Од 1. децембра 2022. обавља функцију министра за заједнице и повратак Републике Косово. Претходно је био министар рада и социјалног старања (2008—2014) и народни посланик Скупштине Републике Косово (2014—2017).